# Robin Hood (serie televisiva 2006)
Robin Hood è una serie televisiva inglese, prodotta dalla compagnia indipendente Tiger Aspect Productions per la rete BBC One, che co-produce lo show con la BBC America, succursale via cavo della rete inglese. Basata sulle storie tradizionali del leggendario eroe inglese Robin Hood, la serie ha esordito il 7 ottobre 2006. La seconda stagione ha iniziato ad andare in onda il 6 ottobre 2007 con gli ultimi due episodi in onda il 29 dicembre 2007. La terza stagione ha iniziato ad andare in onda il 28 marzo 2009. La serie è stata cancellata dalla BBC a luglio 2009.
In Italia la prima stagione è approdata in anteprima esclusiva sul canale web Alice Yalp! dal giugno del 2008, venendo in seguito trasmessa in chiaro dal 1º luglio al 29 luglio 2008 in prima serata con due episodi settimanali su Rete 4. In seguito, la prima stagione è stata replicata dal 15 febbraio 2009 con un doppio episodio settimanale sul canale digitale terrestre a pagamento Joi, il quale ha poi trasmesso la seconda stagione in anteprima assoluta dal 5 aprile al 17 maggio 2009. La terza, ed ultima stagione, è andata in onda, sempre su Joi, con un doppio episodio settimanale dal 13 settembre al 25 ottobre 2009. In chiaro, la seconda stagione è andata in onda su Rete 4 a partire dal 1º luglio 2010, mentre la terza su Italia 1, dal 1º ottobre 2011. Recentemente è tornata in replica su Paramount Channel (Italia).

## Produzione
Comprensiva di 13 episodi di 45 minuti per ogni stagione, Robin Hood è stata creata da Dominic Minghella e Foz Allan, che svolgono la funzione di produttori esecutivi per la serie, con Minghella (già creatore della serie Doc Martin) nel ruolo di capo-sceneggiatore. Richard Burrell è il produttore, e gli altri autori coinvolti nella prima stagione erano Paul Cornell, Mark Wadlow, Debbie Oates, Kurti & Doyle e Joe Turner.
La prima stagione ebbe un budget di 8 milioni di sterline. Il programma fu elaborato per andare in onda durante il sabato pomeriggio per famiglie preceduto dalla serie Doctor Who. Lo show fu girato in alta definizione.
Robin Hood fu annunciata come probabile serie in sviluppo da Peter Fincham, un responsabile della BBC One, a luglio del 2005, ma non ufficialmente confermato dal responsabile fiction Jane Tranter fino al 24 ottobre dello stesso anno. Il 18 febbraio 2006, il Daily Mirror annunciò che l'attore Jonas Armstrong era stato assunto per il ruolo principale della serie. Questo fu confermato dalla BBC in un comunicato stampa diramato il 3 aprile 2006, nel quale si annunciava che le rirprese erano iniziate in Ungheria.
Giovedì 23 novembre 2006, la BBC confermò che il programma era stato rinnovato per una seconda stagione in onda nel 2007. Le riprese iniziarono a marzo del 2007, e il primo episodio della seconda stagione andò in onda alle 19.30 di sabato 6 ottobre 2007.
Lucy Griffiths, che interpreta Lady Marian, lasciò la serie al termine della seconda stagione, anche se poi fece una breve apparizione al termine della terza stagione.
Nuovi ingressi nel cast per la terza stagione furono Joanne Froggatt, nel ruolo di Kate, un abitante di Locksley, Lara Pulver, nel ruolo di Isabella, sorella di Guy di Gisborne, David Harewood nel ruolo di fra' Tuck e Toby Stephens nel ruolo del Principe Giovanni Senza Terra. Il 7 agosto 2008, fu annunciato che Jonas Armstrong avrebbe lasciato la serie al termine della terza stagione, in un "finale esplosivo".
A gennaio del 2009, la sceneggiatrice Sally Wainwright rivelò alla rivista The Stage di essere stata ingaggiata per gestire un riavvio creativo della serie per la sua quarta stagione. La BBC confermò alla stampa che l'indiscrezione era vera, ma, nonostante questo, la quarta stagione non fu ordinata.

## Storia e personaggi
La maggior parte dei personaggi principali di Robin Hood sono basati sui racconti folkroristici dei personaggi leggendari inglesi. Inghilterra, 1172. Re Riccardo (Steven Waddington) si trova in Terra santa per combattere come crociato mentre il trono è nelle mani di suo fratello, il principe Giovanni. Robin Hood (Jonas Armstrong), il personaggio principale della serie, fa ritorno a casa dopo aver trascorso cinque anni a combattere durante la terza crociata come guardia del Re. Robin è sconvolto nello scoprire come lo sceriffo ha gestito Nottingham fino al suo ritorno; diventa un fuorilegge e decide di rubare ai ricchi per dare ai poveri insieme alla sua Allegra brigata, una gang composta dal suo migliore amico Much (Sam Troughton); Will Scarlett (Harry Lloyd) e Allan A Dale (Joe Armstrong), due ragazzi che ha salvato dal cappio; Little John (Gordon Kennedy), l'ex leader di un'altra banda; ed infine un altro ragazzo di nome Roy (William Beck) sostituito presto da Djaq (Anjali Jay), una ragazza saracena che si nasconde sotto l'alias del fratello morto.
Robin è lieto di scoprire che Lady Marian (Lucy Griffiths) è ancora nubile; la loro relazione diventa romantica in diverse occasioni, tuttavia lei è prigioniera del fatto che l'affascinante ma crudele sir Guy di Gisborne (Richard Armitage) ha un'attrazione per lei. Sir Guy è il braccio destro dello sceriffo ed è innamorato di Lady Marian; spesso mette la ragazza in situazioni difficili nelle quali lei è costretta a stare con lui per aiutare le persone che ama. Il nemico principale è Vasey, lo sceriffo di Nottingham (Keith Allen), che trama per uccidere re Riccardo con l'aiuto di Gisborne e dei Cavalieri Neri. Lo sceriffo cerca continuamente di catturare Robin e gli altri fuorilegge colpevoli di intralciare il suo piano per la conquista dell'Inghilterra. Alla fine della seconda stagione Guy di Gisborne uccide Marian mentre Djaq e Will decidono di restare in Terra santa.
La terza stagione vede l'ingresso di due nuovi personaggi e solo Robin appare in tutti e tredici gli episodi. All'inizio della stagione vengono introdotti due personaggi, fra Tuck (David Harewood), un prete spirituale di ritorno in Inghilterra, e Kate (Joanne Froggatt), un'abitante di Locksley che diventa il nuovo interesse amoroso di Robin; entrambi entreranno a far parte della banda. Isabella (Lara Pulver), la sorella minore di Gisborne, fugge dal marito che la maltratta ed inizia ben presto una relazione segreta con Robin; il legame di Isabella con il castello tramite Gisborne viene usato dalla banda mentre lei trama vendetta contro il fratello, ma la sua voglia d'indipendenza, potere e vendetta la trasformano in uno sceriffo senza regole e nemico della banda. Toby Stephens appare nel ruolo del principe Giovanni Senza Terra sfruttando la frattura tra Gisborne e lo sceriffo che porterà Guy ad uccidere il suo ex-capo. Gisborne viene fatto sceriffo per breve tempo dal principe prima che Isabella usasse la sua influenza per rimpiazzarlo, lasciando Sir Guy senza potere o influenza. In seguito il decimo episodio della stagione, composto prevalentemente da flashback, mostra il passato di Robin e Gisborne. Dean Lennox Kelly è Malcolm, il padre di Robin, Sophie Winkleman è Ghislaine, Paul Hilton è Roger, quest'ultimi due interpretano i genitori di Gisborne e Isabella, mentre Ian Reddington interpreta Longthorn, un altro abitante di Locksley.
Nell'episodio viene svelata l'esistenza di Archer (Clive Standen), il figlio illegittimo del padre di Robin e la madre di Gisborne. La morte del padre di Robin spinge i due uomini a cercare Archer. Quest'ultimo è eguale a Robin con arco e frecce, e questo suo legame biologico con Robin, Gisborne ed Isabella portò alla speculazione che il personaggio fosse stato inserito per diventare il protagonista della serie in seguito all'abbandono di Jonas Armstrong. Dopo aver trovato Archer, Gisborne e Robin tornano a Nottingham dopo aver stipulato una specie di alleanza, dando vita al finale di serie composto da due parti. Nel confronto finale, l'ex sceriffo di Notthingam uccide Allan, inoltre uccide pure Gisborne con l'aiuto di Isabella mentre difendeva il castello, in più Isabella avvelena Robin. Vasey e Isabella vengono imprigionati nell'esplosione del castello di Nottingham, così che l'ultima azione di Robin è quella di lanciare una freccia infuocata che colpisce del fuoco greco stipato nel castello. Mentre Robin muore, Marian fa una breve apparizione come spirito così che i due si riuniscono.

## Episodi
| Stagione         | Episodi | Prima TV originale | Prima TV Italia |
| ---------------- | ------- | ------------------ | --------------- |
| Prima stagione   | 13      | 2006               | 2008            |
| Seconda stagione | 13      | 2007               | 2009            |
| Terza stagione   | 13      | 2009               | 2009            |

## Pubblicità e critica

### Furto dei nastri
Lunedì 28 agosto 2006, fu riportato da diversi giornali inglesi che molti nastri dei master del programma erano stati rubati dal centro produzione in Ungheria, probabilmente mentre si stava lavorando a qualche rifacimento. "Ora gli esecutivi della TV stanno decidendo se pagare o se rigirare diverse scene dello show. Nella peggiore delle ipotesi la serie verrà epurata".
Una portavoce della BBC non confermò le voci di richieste di una somma di 1 milione di sterline in cambio dei nastri o che questi ultimi fossero le uniche copie d'archivio. Aggiunse poi: "Si sta facendo tutto il possibile per recuperare i nastri". La BBC confermò presto che la serie sarebbe comunque andata in onda come programmato, nonostante il furto.
Vista l'ironia che una serie su Robin Hood fosse stata vittima di furto, e del fatto che il crimine fosse venuto alla luce mentre la BBC stava per iniziare a pubblicizzare la serie in vista della sua partenza, c'è stata qualche speculazione dei media che la storia fosse in realtà una sorta di pubblicità.
Il capo della BBC One, Peter Fincham, negò che la storia fosse una trovata pubblicitaria alla conferenza stampa per il lancio della serie il 6 settembre a Londra. Il cast e la crew confermarono nella stessa occasione di essere stati costretti a rigirare alcune scene per recuperare il materiale perduto a causa dei nastri rubati.
Il giorno dopo la conferenza, la BBC News Online riportò che i nastri erano stati recuperati e due uomini arrestati per il loro furto.

### Copertura mediatica
Sabato 8 luglio 2006, la BBC mostrò il primo trailer per la serie; una ripresa di una freccia infuocata che volava all'interno del logo della BBC One nell'angolo dello schermo mentre il logo Robin Hood e la scritta Prossimamente venivano mostrate. Questo teaser fu mandato in onda durante il finale di stagione di Doctor Who, e fu mostrato in diverse occasioni sui vari canali BBC durante le settimane successive. Un trailer più lungo con vari dialoghi dei personaggi fu mostrato nella sala Sherwood Forest durante la prima settimana di agosto del 2006 come parte del "Festival di Robin Hood".
Le prime impressioni dovute a delle video-anteprime mandate ad alcuni giornalisti, furono abbastanza negative.
Le prime recensioni integrali per il programma iniziarono ad apparire il 7 settembre 2006, dopo che un'anteprima dell'episodio pilota fu mostrata alla conferenza stampa il pomeriggio precedente. Il sito web del The Guardian scrisse: "La sfida per il nuovo Robin Hood sarà di accattivare spettatori più giovani mentre cerca di piacere anche ai genitori; la cosa non è facile. È come se si dovessero lanciare due frecce infuocate che devono colpire lo stesso obiettivo. Tuttavia come Robin ha mostrato nel primo episodio, questo è possibile." Paul Hoggart, critico del Times, scrisse a proposito della serie: "Armstrong come il piuttosto minimizzato Robin Hood dovrebbe essere ancora più sfacciato per trovare la sua strada per le pareti delle camere di migliaia di ragazzine, e Lucy Griffiths nei panni di Marian è inevitabilmente stizzosa. Ma i cattivi rubano la scena con l'avvenente Richard Armitage e Keith Allen divertenti e cattivi quanto basta. L'intera crew avrà brindato alla fine delle riprese, ma questo remake dovrebbe andare bene anche per le famiglie."
I critici hanno dato opinioni miste sulla veridicità dello show per l'uso che quest'ultimo fa degli stili moderni e di riferimenti contemporanei alla politica. Diversi episodi del programma comico Dead Ringers, andati in onda tra febbraio e marzo 2007, prendevano in giro Robin Hood per il suo approccio anacronistico.